# サスケハノック

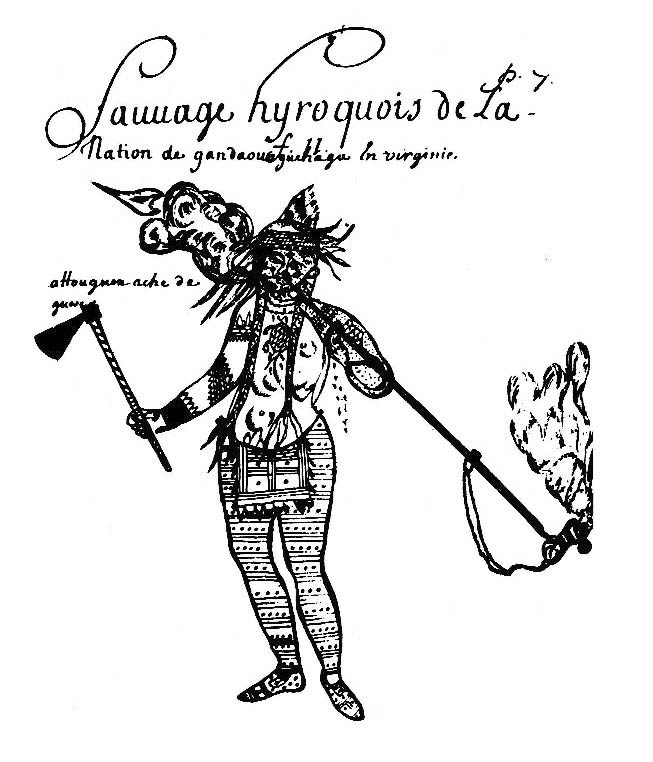
サスケハノック族の描写
（1675年頃）

サスケハノック族（Susquehannock、又はサスケハナ族、Susquehanna、コネストーガ族、Conestogaとしても知られる）とはアメリカインディアンである。部族名のサスケハノックはアルゴンキン語の「サスケハナ」（Susquehanna＝"濁った川"）に由来している。またコネストーガ族などとも呼ばれる。

## 歴史
アメリカ合衆国東部、ペンシルベニア州の南東部とメリーランド州北東部チェサピーク湾、サスケハナ川沿いでロングハウスに住み、狩猟やトウモロコシやタバコなどを栽培しながら暮していた。語源はイロコイ族の言葉に類似しており、イロコイ族とは親戚類に入る。白人の入植によるヨーロッパから持ち込まれた天然痘や戦争及び虐殺などの影響でサスケハノック族はほぼ滅亡的打撃を受けてしまった。
1608年イギリスの探検家ジョン・スミスがアメリカメリーランド州チェサピーク湾を訪れた時に、そこで2,000人ほどが暮らすサスケハノック族の村を発見及び遭遇した。スミスは彼らの体格を見た時、「巨人のようだった」と語っている。1649年に白人入植者とイロコイ族との間で、ビーバー戦争が勃発。サスケハノック族はイロコイ族と同盟を結び白人と戦った。しかし1675年に敗北。その後、ニュージャージー州ピスキャタウェイ砦に移動したが、その後も殺害されたりして混乱の中、メリーランド州やペンシルベニア州へ移動したが、部族の人口は減少の一途を辿り、100人以上から数十人程度しかいなかった。1763年、生き残りの者は部族の保護を求めて、連邦政府の下で暮らしていた。同年にオタワ族のポンティアック酋長が白人入植に反乱を起こしたポンティアック戦争が勃発。この戦争は部族が暮らすペンシルベニア州西部も含んでいた。そんな中でパクストン・ボーイズの反乱とも呼ばれる悪名高い虐殺が起きた。同州の白人の村パクストン付近で白人の自警主義者集団パクストン・ボーイズに部族の者が6人が殺され、さらに州政府が、残っていた14人のサスケハノック族をランカスター郡の防御された留置所に移していたが、12月27日にパクストン・ボーイズが留置所に押し入って彼らを殺した。この事件以降、部族は壊滅状態になった。